# Rosel George Brown
Rosel George Brown (15 de marzo de 1926 – 26 de noviembre de 1967) fue una escritora estadounidense de ciencia ficción.

## Biografía
Nacida en Nueva Orleáns, vivió en su ciudad natal con su marido hasta concluir su educación formal en el Colegio Sophie Newcomb, donde se licenció en idioma griego, y en  la Universidad de Minnesota, donde recibió su máster. Varios de sus libros estuvieron dedicados a su esposo, W. Burlie Brown, quien fue profesor de historia en la Universidad de Tulane. la pareja tuvo dos hijos. Además de escribir, trabajó como maestra y visitadora social en Luisiana. En 1959 fue nominada para el Premio Hugo por mejor autor novel, pero su carrera se interrumpió al fallecer por causa de un linfoma a la edad de 41 años en 1967. La cuarta antología del premio Nébula contiene un obituario escrito por Daniel F. Galouye, y Anne McCaffrey le dedicó en 1970 su antología Alchemy & Academe. Ambos se habían conocido en la conferencia Milford de escritores.

## Obra
Los trabajos de Brown fueron escritos principalmente entre fines de la década de 1950 y principios de la de 1960, y por lo general fueron bien recibidos por la crítica y los lectores. Sus principales novelas son Alchemy & Academe (Alquimia y Acadaemia) y su secuela, The Waters of Centaurus, (Las aguas del Centauro) que siguen la carrera de Sybil Sue Blue, una detective. The Waters of Centaurus fue publicada después de su muerte, y sus derechos registrados por su esposo en 1970. También colaboró en la novela Earthblood (1966)  con Keith Laumer.
Sus cuentos cortos aparecieron en The Magazine of Fantasy & Science Fiction, Amazing Stories, Fantastic Universe y otras revistas. Una colección titulada Un puñado de tiempo fue publicado por Ballantine Books en 1963.

## Cuentos cortos
- "From an Unseen Censor", (De un censor no visto), Galaxy, sep. 1958
- "Hair-Raising Adventure", (Aventura espeluznante), Star Science Fiction #5, 1959
- "Virgin Ground", (Lugar de la virgen), Worlds of If, feb. 1959
- "Lost in Translation", (Perdido en la traducción), The Magazine of Fantasy & Science Fiction, mayo 1959 {in AHOT}
- "Car Pool", (Piscina de automóviles), Worlds of If, Jul. 1959 {in AHOT}
- "Save Your Confederate Money, Boys", (Salven su dinero confederado, muchachos), Fantastic Universe, nov. 1959
- "Flower Arrangement", (Arreglo floral),Galaxy, dic. 1959
- "Signs of the Times", (Signo de los tiempos), Amazing Stories, dic. 1959 {in AHOT}
- "David's Daddy",(El papi de David), Fantastic, jun. 1960
- "Step IV", (Paso IV),Amazing Stories, jun. 1960
- "There's Always a Way", (Siempre hay un modo), Fantastic, jul. 1960
- "A Little Human Contact",(Pequeño contacto humano), The Magazine of Fantasy & Science Fiction, abr. 1960 {in AHOT}
- "Just a Suggestion", (Solo una sugerencia), The Magazine of Fantasy & Science Fiction, ago. 1960 {in AHOT}
- "Of All Possible Worlds", (De todas las posibles palabras),The Magazine of Fantasy & Science Fiction, feb. 1961 {in AHOT}
- "Visiting Professor", (Profesor visitante), Fantastic, feb. 1961 {in AHOT}
- "The Ultimate Sin", (El último pecado), The Magazine of Fantasy & Science Fiction, oct. 1961
- "And a Tooth", (Y un diente), Fantastic, ago. 1962
- "Fruiting Body", (Cuerpo fructífero), The Magazine of Fantasy & Science Fiction, ago. 1962 {in AHOT}
- "Smith's Revenge", (La venganza de Smith), original en A Handful of Time (1963)
- "The Devaluation of the Symbol", (La devaluación del símbolo), original en A Handful of Time (1963)
- "The Artist", (El artista), Amazing Stories, mayo 1964